# Ньютоний
Ньютоний (лат. Newtonium в честь Исаака Ньютона) — легчайший химический элемент, существованием которого Д. И. Менделеев пытался объяснить химическую природу мирового эфира.

## История
Концепция мирового эфира получила развитие в середине XIX века в рамках волновой оптики и электромагнитной теории Максвелла. Мировой эфир стал рассматриваться как гипотетическая всепроникающая сущность, заполняющая мировое пространство и передающая свет, тепло и гравитацию.
Очевидно, что открытым оставался вопрос о химической природе эфира: он должен был состоять из легчайших, абсолютно инертных элементов, атомы которых не удерживались бы гравитационными силами. Ни легчайший известный элемент, водород, ни гипотетический короний категорически не годились на эту роль. Таким образом, концепция мирового эфира оказалась тесно связанной с решением проблемы нижней границы периодической системы химических элементов.

Задачу тяготения и задачи всей энергетики нельзя представить реально решёнными без реального понимания эфира, как мировой среды, передающей энергию на расстояния. Реального же понимания эфира нельзя достичь, игнорируя его химизм и не считая его элементарным веществом.— Д. И. Менделеев, Попытка химического понимания мирового эфира. СПб., 1905, с. 27

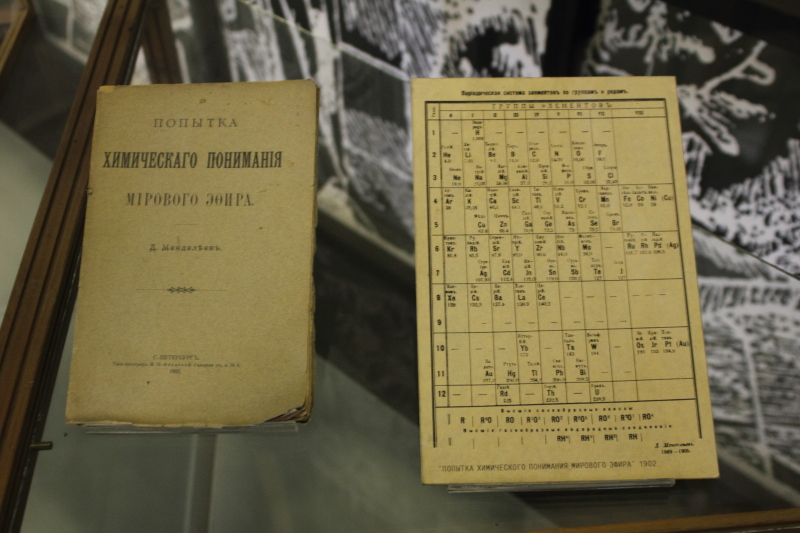
Обложка брошюры «Попытка химического понимания мирового эфира» и периодическая таблица элементов из неё (Политехнический музей, Москва)

Д. И. Менделеев, открыв Периодический закон, понимал, что явление периодичности не имеет физического обоснования, и не видел прямых путей, ведущих к его отысканию. Ещё в ранних работах по периодичности Менделеев предполагал, что эфир мог быть специфическим состоянием газов при большом разрежении или особым газом с очень малым весом. Открытие в конце XIX века инертных газов актуализировало вопрос о сущности химических элементов. По предложению Уильяма Рамзая Менделеев формирует нулевую группу периодической таблицы, но также оставляет место для более лёгких, чем водород, элементов. По мнению Менделеева, группа инертных газов могла быть дополнена коронием и ещё более лёгким, пока неизвестным элементом. Свои соображения Менделеев высказал в статье «Попытка химического понимания мирового эфира» (1902, опубл. в 1905) и 8-м издании учебника «Основы химии» (1906).

Если же аналоги аргона вовсе не дают соединений, то очевидно, что нельзя включать ни одну из групп ранее известных элементов, и для них должно открыть особую группу нулевую… Это положение аргоновых аналогов в нулевой группе составляет строго логическое следствие понимания периодического закона… Теперь же, когда стало не подлежать ни малейшему сомнению, что перед той I группой, в которой должно помещать водород, существует нулевая группа, представители которой имеют веса атомов меньше, чем у элементов I группы, мне кажется невозможным отрицать существование элементов более лёгких, чем водород.
… я прибавляю в последнем видоизменении распределения элементов по группам и рядам не только нулевую группу, но и нулевой ряд, и на место в нулевой группе и в нулевом ряде помещён элемент x (мне бы хотелось предварительно назвать его «ньютонием» — в честь бессмертного Ньютона), который и решаюсь считать, во-первых, наилегчайшим из всех элементов, как по плотности, так и по атомному весу, во-вторых, наибыстрее движущимся газом, в-третьих, наименее способным к образованию с какими-либо другими атомами или частицами определенных сколько-либо прочных соединений, и, в-четвертых, — элементом, всюду распространённым и всё проникающим, как мировой эфир.— Менделеев Д. И. Попытка химического понимания мирового эфира. СПб., 1905
Менделеев привёл свои расчёты массы атома ньютония, исходя из «возможности движущимся частицам вырываться из сферы притяжения земли, солнца и звёзд». Она, по расчетам ученого, может колебаться в пределах 9.6·10−7 до 5.3·10−11 от массы атома водорода: «…для понимания множества явлений совершенно достаточно признать пока, что частицы и атомы легчайшего элемента х, могущего свободно двигаться всюду, имеют вес, близкий к одной миллионной доле веса водородного атома, и движутся со средней скоростью, недалекою от 2250 километров в секунду».
Следует отметить, что ни в цитируемой выше статье, ни в 7-м и 8-м издании «Основ химии» Менделеев не включил ньютоний и короний в прилагаемые периодические таблицы, признавая очевидное отсутствие экспериментальных доказательств их реальности. При всей умозрительной направленности исходных предпосылок основным и наиболее важным результатом в области физики, полученным благодаря им Д. И. Менделеевым, явился вывод уравнения идеального газа.
Гипотеза о существовании ньютония потеряла актуальность вместе с представлениями о мировом эфире после появления специальной теории относительности и создания квантово-механической модели атома. К 1930-м годам проблема «эфира» уже не существовала в науке, равно как и вопрос об элементах легче водорода. Неоднократные попытки отдельных учёных возродить концепцию эфира в той или иной форме (например, связать эфир с физическим вакуумом) успеха не имели.